# 221 PLM 2971 à 2990

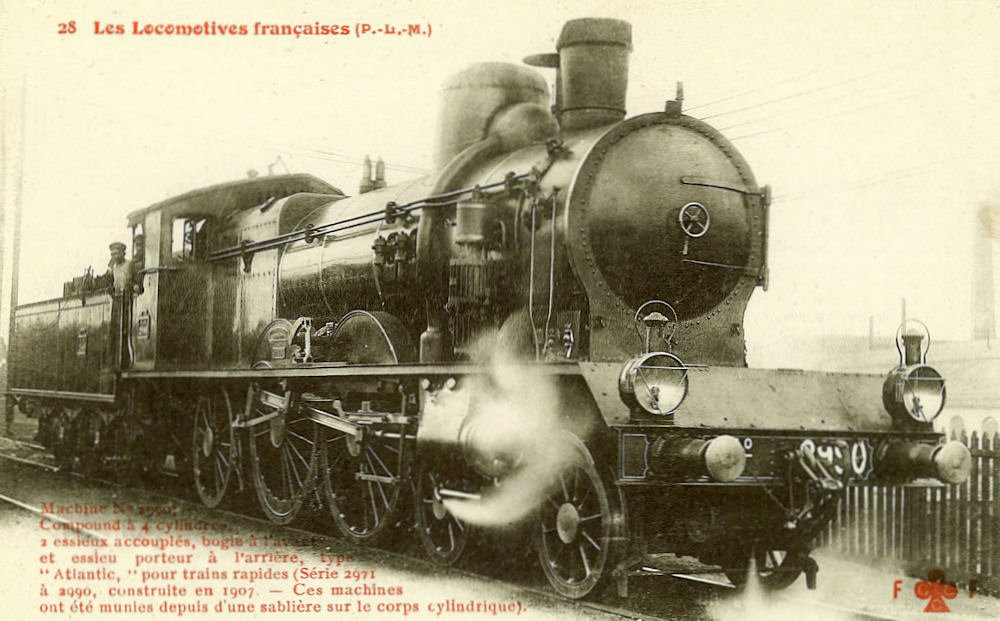
Carte postale F. Fleury de la locomotive 2990.

Les 221 PLM 2971 à 2990 sont des locomotives à vapeur de vitesse de type  Atlantic utilisées pour les trains de voyageurs de la Compagnie du chemin de fer Paris-Lyon-Méditerranée.

## Genèse
Ces locomotives furent étudiées pour la remorque des trains rapides sur le profil facile de la ligne Paris - Marseille en remplacement des 220 PLM C 61 à C 180. Ces nouvelles locomotives n'étaient en fait qu'une copie des 230 PLM 2601 à 2760 (futures : 5-230 B 1 à 160 ) mais traitée en 221. La construction fut confiée à la société Cail de 1906 à 1907. La série fut limitée par la venue des Pacific.

## Description
Ces machines disposaient d'un moteur à quatre cylindres compound du type « Du Bousquet De Glehn », avec les BP intérieurs et les HP extérieurs, et la distribution était du type « Walschaerts ». Le foyer était un foyer de type «  Belpaire », à boite à feu carrée. Le bogie, dérivé des 220 PLM C 61 à C 180 (futures : 5- 220 A 1 à 120 ), avait un déplacement latéral de + ou 10 mm et le bissel avait un déplacement latéral de + ou - 10 mm. Le bogie comme le bissel étaient freinés. L'échappement était fixe de type « ?? » puis fut remplacé par un à trèfle de type « PLM ».

## Utilisation et Services
Les locomotives furent utilisées dans le même roulement que les 230 PLM 2601 à 2760 mais en étant cantonnées aux trains plus légers car, malgré une bonne liberté d'allure elles disposaient d'une masse adhérente moindre.
En 1920 les 20 locomotives sont réparties entre les dépôts de Paris-Charolais pour 15 unités et Lyon-Mouche pour les 5 autres. C'est à cette époque que les locomotives bénéficièrent du remplacement de leur échappement.
En 1924, lors de la nouvelle numérotation du PLM, la série fut réimmatriculée : 221 A 1 à 20. La série se retrouve alors affectée en totalité au dépôt de Paris-Charolais pour assurer la traction des trains de grande banlieue vers Montargis et Laroche-Migennes.
En 1927 la série fut mutée au dépôt du Teil pour service omnibus et semi-direct sur Nîmes et Lyon.
En 1933 13 locomotives sont encore en activité et les 7 autres sont garées à Paris sans emploi. À cette même date les 221 A 11 et 14 furent prises en charge par les ateliers d'Oullins pour être transformées et donner naissance à la série des 221 PLM entre 8 et 20. 
En 1938, lors de la création de la SNCF, les locomotives non transformées deviendront les 5-220 A 1 à 20.
Date de radiation, dernière unité active et dernier dépôt inconnu de moi-même : si quelqu'un à des infos !.

## Tenders
C'était des locomotives à tender séparé et qui furent les mêmes tout au long de leurs carrières. Ils étaient montés sur 3 essieux et contenaient 22 m3 d'eau et ?? t de charbon. Ils étaient immatriculés : ?? à ?? puis en 1925 ils devinrent les : 22 A ?? à ??, immatriculation qu'ils garderont même après 1938.

## Caractéristiques
- Pression de la chaudière : 16 bar (1,6 MPa)
- Surface de grille : 2,98 m2
- Surface de chauffe : 214,3 m2
- Diamètre et course des cylindres HP : 340 mm * 650 mm
- Diamètre et course des cylindres BP : 540 mm * 650 mm
- Diamètre des roues du bogie avant : 1 000 mm
- Diamètre des roues motrices : 2 000 mm
- Diamètre des roues du bissel arrière : 1 500 mm
- Masse à vide : 63,8 t
- Masse en ordre de marche : 69,7 t
- Masse adhérente : 34,1 t
- Longueur hors tout : 11,97 m
- Masse du tender en ordre de marche : ?? t
- Longueur totale : ?? m
- Masse totale : ?? t
- Vitesse maxi en service : 120 km/h